# Supermercado Real
Os Supermercados Real, também conhecidos somente pelo nome Real, foi uma rede varejista fundada na cidade de Pelotas, no Rio Grande do Sul. A família Joaquim Oliveira foi quem criou e administrou esta empresa, que teve por muitos anos como parceira holding a Josapar, sendo esta a detentora das marcas de arroz Tio João e de feijão Biju. 

## História
O Real possuía lojas em diversas cidades do interior gaúcho como Pelotas, Rio Grande e Camaquã, bem como na capital Porto Alegre, sendo algumas destas sob a bandeira Kastelão. Contava também com unidades nos Estados do Paraná e de São Paulo.
A rede foi adquirida pela grupo português Sonae (que já possuía a bandeira de hipermercados BIG) no início dos anos 1990. Ao final da mesma década, o citado grupo adquiriu a rede de supermercados Nacional, empresa esta que tinha sede na cidade de Esteio e era concorrente do Real que, após isto, teve as suas unidades convertidas para a bandeira recém adquirida em todo o solo sul-rio-grandense. 

### Fim das atividades
No Estado do Paraná, o grupo Sonae havia adquirido a rede Mercadorama alguns meses antes de comprar a gaúcha Nacional. Com isto, as unidades Real existentes em solo paranaense, nas cidades de Curitiba e Ponta Grossa, foram todas convertidas para bandeira local recém adquirida, sendo que este mesmo processo ocorreu com os Supermercados Coletão em 1999 (a Sonae os havia adquirido no mesmo ano). Neste período, o grupo português começou uma reestruturação que ocasionou a mudança de bandeira das maiores lojas Mercadorama para Hipermercado BIG, ao mesmo passo no qual outras unidades menores deram lugar às primeiras unidades do Maxxi Atacado na capital paranaense.
No final de 2005, a Sonae vendeu seus dez hipermercados no Estado de São Paulo para o Carrefour. No mesmo período, todas as suas unidades no sul do Brasil foram adquiridas pelo grupo norte-americano Walmart.